# شاطئ إسلي

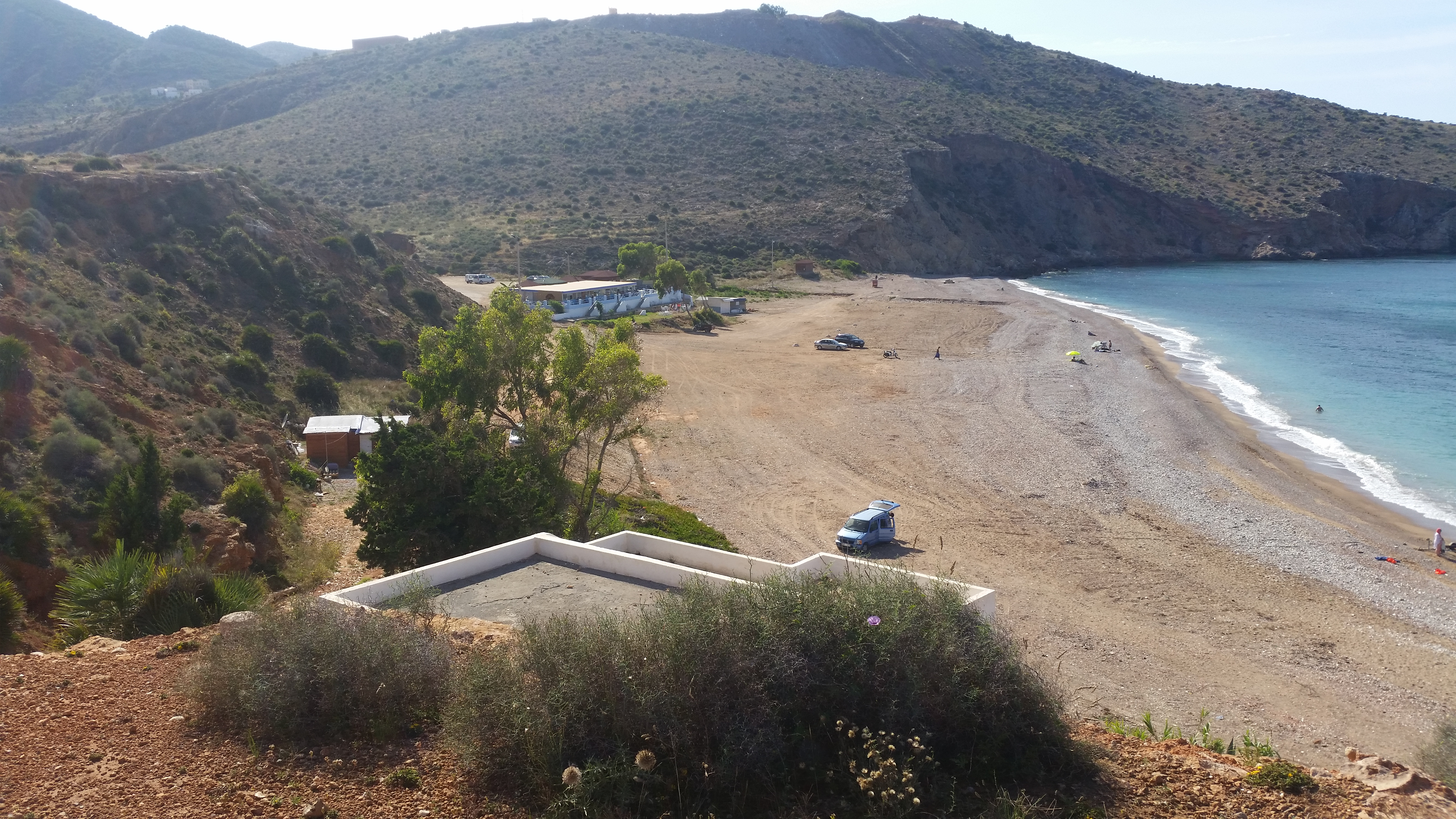
منظر بانورامي لشاطئ إسلي

يتواجد شاطئ إسلي أو إيسلي (بالفرنسية : Plage Isly - تنطق بلهجة تريفيت "إسري") بإقليم الحسيمة و التابع لجماعة ايت يوسف وعلي بالحدود مع مدينة الحسيمة من جهة الشرق ويمتد على حوالي 450 متر ويجاور الشاطئ من الجهة الشمالية شاطئ الصفيحة وشاطئ كالابونيطا من الجهة الجنوبية التابع لمدينة الحسيمة ويمتع الشاطئ بنظرة بانورامية وهو ما ساهم في استقطابه للعديد من المسافرين الاجانب ومن مختلف بقاع المملكة المغربية.

## وصلات خارجية
- منظر شاطئ إيسلي
- منظر شاطئ إيسلي2
- منظر شاطئ إيسلي3